# Eugène Cyrille Houndékon
Eugène Cyrille Houndékon, né le 28 janvier 1960 à Cotonou au Bénin, est un ecclésiastique béninois et évêque d'Abomey.

## Biographie

### Enfance, éducation et débuts
Eugène Cyrille Houndékon naît le 28 janvier 1960 à Cotonou.

### Ordination et nomination
Eugène Cyrille Houndékon devient diacre le 2 février 1986.
Il passe prêtre le 5 juillet 1986 par l'archevêque de Cotonou, Christophe Adimou.
Le 20 décembre 2007, le pape Benoît XVI le nomme évêque d'Abomey. Le préfet émérite de la Congrégation pour les évêques, le cardinal Bernardin Gantin, lui confère l'ordination épiscopale le 3 février 2008; les co-consécrateurs sont l'archevêque de Cotonou, Marcel Honorat Léon Agboton, et l'évêque émérite d'Abomey, Lucien Monsi-Agboka,.